# 5372 Bikki
5372 Bikki este un asteroid din centura principală de asteroizi.

## Descriere
5372 Bikki este un asteroid din centura principală de asteroizi. A fost descoperit pe 29 noiembrie 1987 la Kitami de Kin Endate și Kazuro Watanabe. El prezintă o orbită caracterizată de o semiaxă mare de 3,08 ua, o excentricitate de 0,08 și o înclinație de 12,2° în raport cu ecliptica.